# Carlos Cruzat
Carlos Eduardo Cruzat Pacheco (Santiago, 12 de septiembre de 1968), también conocido como Carlos «Cruz» Cruzat, es un exboxeador profesional chileno que fue campeón mundial del peso crucero de la Asociación Internacional de Boxeo (IBA).

## Biografía
Desde los ocho años soñaba con ser un campeón mundial de boxeo, ya que desde pequeño su padre le inculcó el gusto por el boxeo y veían juntos las peleas internacionales por televisión. Cuando creció decidió seguir su sueño y entró al Club México, que es principal centro pugilístico en Chile. 
Posteriormente ingresó a la selección nacional de boxeo. Después ganó los Juegos del Sur y clasificó para participar en los Juegos Olímpicos de Corea del Sur. Al término de las  olimpiadas, en 1988 recibió una oferta de radicarse en Estados Unidos, aceptó y vivió más de 15 años en Norteamérica.  
El 5 de mayo de 2000 se tituló campeón del mundo en los pesos crucero de la Asociación Internacional de Boxeo, venciendo al norteamericano Ira Humm en Tucson, Estados Unidos. Después de este título volvió a Chile, exhibiendo su cinturón de campeón en el Court Central del Estadio Nacional (frente a José Luis Rivera), para después realizar una nueva defensa en Arica ante Muslim Biyarslanov. El 16 de agosto de 2002 en un discutido fallo venció a Tipton Walker en la ciudad de Valdivia. 
Tuvo una serie de problemas principalmente debido a falta de auspicios. Después de defender el título en muchas ocasiones, finalmente lo perdió ya que no cumplió con el plazo de defender la corona. Fue pareja de la actriz Patricia López. Actualmente tiene un gimnasio de boxeo en Puerto Varas que se llama Carlos Cruzat Boxing Club. Ha sido candidato para alcalde y concejal de las comunas de Quinta Normal y Cerro Navia, respectivamente. No fue elegido en ninguna de las elecciones municipales.

## Historial electoral

### Elecciones municipales 2004
- Elecciones municipales de 2004, para la alcaldía de Quinta Normal [3]

| Candidato                     | Pacto                          | Partido | Votos  | %     | Resultado |
| ----------------------------- | ------------------------------ | ------- | ------ | ----- | --------- |
| Manuel Fernández Araya        | Concertación por la Democracia | PDC     | 27 914 | 56,25 | Alcalde   |
| Jorge Matthei Aranda          | Alianza                        | RN      | 14 033 | 28,28 |           |
| Carlos Eduardo Cruzat Pacheco | Juntos Podemos                 | PH      | 7680   | 15,48 |           |

### Elecciones municipales 2008
- Elecciones municipales de 2008, para el concejo municipal de Cerro Navia [4]

(Se consideran solo los 6 candidatos más votados, de un total de 40 candidatos)
| Candidato                     | Pacto                    | Partido | Votos | %     | Resultado |
| ----------------------------- | ------------------------ | ------- | ----- | ----- | --------- |
| Magaly Acevedo Escarate       | Alianza                  | RN      | 6854  | 13,61 | Concejal  |
| Mauro Tamayo Rozas            | Juntos Podemos Más       | PCCH    | 5221  | 10,37 | Concejal  |
| Andrés Márquez Bugueño        | Concertación Progresista | PPD     | 4409  | 8,75  | Concejal  |
| René Solano Valdés            | Alianza                  | UDI     | 3071  | 6,10  | Concejal  |
| Emilio Corvalán Rojas         | Alianza                  | RN      | 2680  | 5,32  | Concejal  |
| Carlos Eduardo Cruzat Pacheco | Concertación Progresista | PRSD    | 2255  | 4,47  |           |